# Требичино
Требичино (мкд. Требичино) је насеље у Северној Македонији, у југоисточном делу државе. Требичино је у саставу општине Васиљево.

## Географија
Требичино је смештено у југоисточном делу Северне Македоније. Од најближег града, Струмице, насеље је удаљено 16 km северно.
Насеље Требичино се налази у историјској области Струмица. Насеље је положено на западним падинама планине Смрдеш, западно од Струмичког поља. Надморска висина насеља је приближно 520 метара. 
Месна клима је планинска због знатне надморске висине.

## Становништво
Требичино је према последњем попису из 2002. године имало 19 становника.
Већинско становништво у насељу су етнички Македонци (100%). 
Претежна вероисповест месног становништва је православље.